# الاحتجاجات الجورجية 2023
الاحتجاجات الجورجية 2023 هي تظاهرات إندلعت في 6 مارس من عام 2023 في العاصمة تبليسي ومختلف مدن جورجيا بسبب الدعم البرلماني لقانون "شفافية النفوذ الأجنبي" والذي يطلب من المنظمات غير الحكومية التسجيل بصفة "وكلاء نفوذ أجنبي" إذا كانت الأموال التي تتلقاها من الخارج تصل إلى أكثر من 20% من إجمالي إيراداتهم. تم الإبلاغ عن استخدام الشرطة قنابل الغاز المسيل للدموع وخراطيم المياه لتفريق الاحتجاجات، وخاصة في العاصمة تبليسي.
أثارت الاحتجاجات في جورجيا مخاوف وشائعات عن كون جورجيا محطة صراع جديدة بين روسيا والغرب، خاصة وأن المعارضة مدعومة من الاتحاد الأوروبي واستمرارية الاحتجاجات على الرغم من أنها حققت هدفها المعلن وكذلك تعبير الرئيس الأوكراني فولوديمير زيلينسكي عن دعمه للاحتجاجات وفضلا عن تشابه وضع الاحتجاجات في جورجيا مع وضع الاحتجاجات في أوكرانيا عام 2014، والتي أدت إلى أزمة كبيرة أدت في النهاية إلى غزو عسكري روسي للبلاد عام 2022.